# Wilcza (Slezské vojvodství)
Wilcza je vesnice v Polsku ve Slezském vojvodství v okrese Gliwice ve gmině Pilchowice. V letech 1945–1954 byla sídlem gminy Wilcza. V letech 1975–1998 vesnice administrativně náležela do Katovického vojvodství. V obci žije přibližně 2 100 obyvatel.

## Historie
První písemná zmínka o vesnici pochází z roku 1486. V 19. století byly zmiňovány dvě vesnice Ober oraz Nieder Wilcza (Horní a Dolní Wilcza). V roce 1865 v obci bylo 99 hospodářství a žilo 495 polsky mluvících obyvatel.

## Památky
Ve vesnici se nachází:
- Novogotický zámek z druhé poloviny 19. století, obklopen geometricky uspořádaným parkem z druhé poloviny 19. století.
- Dřevěný kostel svatého Mikuláše z roku 1755

Vesnice se nachází v chráněné krajinné oblasti Cysterskie Kompozycje Krajobrazowe Rud Wielkich.